# Joaquín Pardo Vergara
Joaquín Pardo Vergara (Bogotá, 21 de enero de 1843-Medellín, 14 de noviembre de 1904), o bien Pardo y Vergara fue un eclesiástico colombiano de la Iglesia católica, fue inicialmente nombrado Obispo de Pasto pero antes de consagrarse, hubo un cambio de planes y fue nombrado y consagrado Obispo de Medellín. Por lo cual nunca tomó posesión ni gobernó la diócesis de Pasto. Cuando Medellín fue elevada a arquidiócesis en 1902, el obispo Pardo pasó a ser su primer arzobispo.

## Biografía

### Primeros años y formación
Nació en Bogotá el 21 de enero de 1843, sus padres fueron Manuel María Pardo y Manuela Vergara Tenorio hija del presidente Estanislao Vergara y Sanz de Santamaría. Era sobrino de José María Vergara Tenorio y bisnieto de Francisco Xavier Vergara Azcárate síndico procurador del cabildo de Santafé de Bogotá en 1778. 
Estudio en el colegio de San Buenaventura, luego inglés y comercio. Perteneció a la Sociedad de San Vicente. Desde 1860 sintió inclinado hacia el sacerdocio y pensó hacerse Jesuita. Estudió latín con Miguel A. Caro y estudió particularmente teología, mientras regresaba monseñor Antonio Herrán de su confinamiento y reorganizaba el Seminario al que entró el joven Pardo. 

### Sacerdocio
Recibió la ordenación sacerdotal de manos del arzobispo Herrán el 24 de diciembre de 1867. Fue perfecto General y luego Vicerrector del mismo Seminario. Fue Secretario de Monseñor Vicente Arbeláez arzobispo de Bogotá y de quien aprendió muchas cosas entra otras el difícil manejo de las cuestiones político-religiosas. Fue secretario del sínodo bogotano de 1870 y procurador del obispo de Antioquia en el segundo Concilio Provincial Neogranadino de 1874. El 18 de abril de 1883 fue nombrado canónico de la catedral de Bogotá. Humanista y literato distinguido, hablaba varios idiomas y fue un escritor y orador muy notable, fue candidateado para el grupo inicial de la Academia Colombiana de la Lengua, primera que en América se fundaba como correspondiente de la Real Academia Española.

## Episcopado

### Obispos de Medellín
El 4 de junio de 1891 fue preconizado Obispo de Pasto pero antes de consagrarse, el obispo de Medellín Bernardo Herrera Restrepo fue trasladado para la Arquidiócesis de Bogotá, por lo cual fue preconizado Obispo de Medellín el 1 de febrero de 1892. Fue consagrado en Bogotá por monseñor Herrera el 24 de abril de 1892 y el 6 de junio emprendió viaje para Antioquia y tomó posesión de su Sede el 18 de junio del mismo año.
Monseñor Pardo visitó la diócesis, escribió veinticinco cartas pastorales, continuó la construcción de la nueva Catedral de Medellín, donde permitió el culto en una de las sacristías ya terminadas. Fundó el Colegio y Convento de la Enseñanza, trajo a las Madres del Buen Pastor para la cárcel de mujeres. Visitó a Roma como obispo en dos ocasiones, para la visita ad limina en 1896 y para el Concilio Plenario Latinoamericano en 1899. Aprobó la fundación de la comunidad de las Siervas del Santísimo promovida por la Madre María de J. Upegui, cuya causa de beatificación se está promoviendo. Entendió del espíritu grande de la Madre Laura de Santa Catalina, fundadora de las Misioneras de María Inmaculada y hoy santa, las recibió en la diócesis para la fundación de su Sede. Aprobó la creación de la Diócesis de Manizales, en el proyecto contemplaba once parroquias de Medellín, incluidas las de Abejorral y Sonsón, diecinueve del Cauca y doce del Tolima. 

### Arzobispo de Medellín
La Diócesis fue creada el 11 de abril de 1900, pero finalmente Abejorral y Sonsón fueron incluidas. Y, en 1902, le correspondió recibir para la diócesis el honroso título de Arquidiócesis, y para sí el de Arzobispo de la Capital Antioqueña. Así Monseñor Pardo Vergara fue el primer Arzobispo de Medellín.
Ordenó 61 Sacerdotes. Fueron a Roma los dos primeros sacerdotes que allá se graduaron. Consiguió la primera finca que tuvo el Seminario la del Poblado. Cambio el sistema de calificaciones por notas. 

#### Fallecimiento
Monseñor Pardo murió el 14 de noviembre de 1904 y fue sepultado en la sacristía del Templo de la Candelaria, que por aquel entonces servía de iglesia catedralicia. Gobernó entonces la Arquidiócesis como vicario capitular, el Pbro. Víctor Escobar.